# Stadio Città di La Plata
Lo stadio Città di La Plata (in spagnolo Estadio Ciudad de La Plata), noto come stadio Unico Diego Maradona (sp. Estadio Único Diego Maradona), è uno stadio della città argentina di La Plata, capoluogo della provincia di Buenos Aires.
Costruito dal 1997 al 2003, fu inaugurato nel giugno 2003. Ha ospitato le partite casalinghe dell'Estudiantes (LP) durante i lavori di ristrutturazione dello stadio Jorge Luis Hirschi.

## Storia

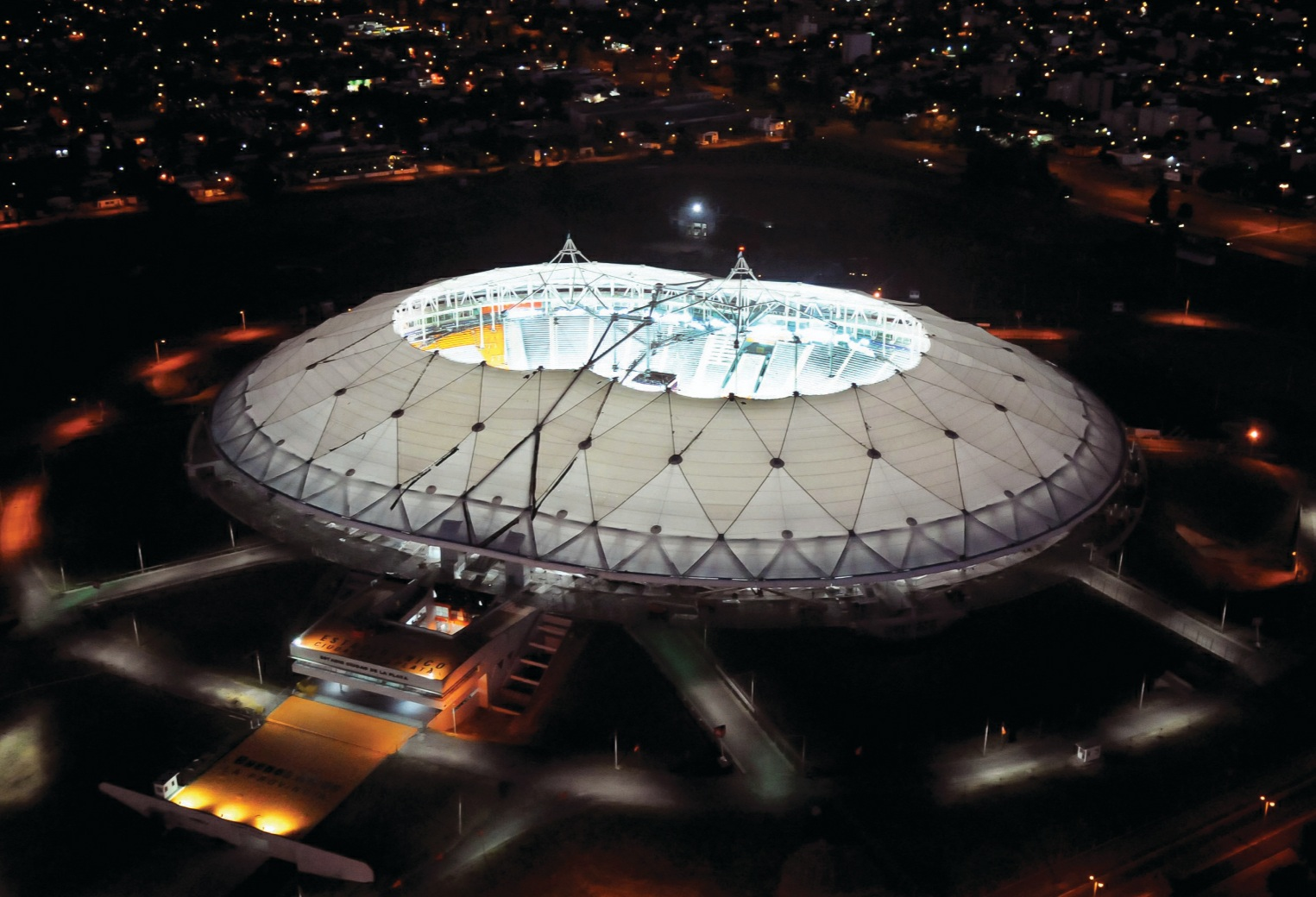
Veduta notturna dello stadio Città di La Plata

L'idea di costruire lo stadio risale al 1947, quando il governatore locale Domingo Mercante espropriò l'immobile situato all'incrocio delle avenidas 32 e 25 per creare il complesso sportivo La Plata.
Il progetto si concretizzò solo nei primi anni '90, con un accordo tra il governo della provincia di Buenos Aires, la municipalità di La Plata e i due club locali, l'Estudiantes (LP) e il Gimnasia (LP), per dare vita a una commissione volta a sbloccare i lavori di costruzione di un nuovo impianto. Il 21 aprile 1992 fu istituita la Fondazione stadio Città di La Plata. 
Nell'aprile 1993 la gara per l'assegnazione dei lavori dello stadio, che vide partecipare 79 progetti, fu vinta dalla proposta dell'architetto Roberto Ferreira, argentino residente nella città spagnola di Barcellona.
Con una legge del 1996 fu stabilito che l'amministrazione e l'esecuzione dell'opera sarebbe stata in capo all'ente provinciale. Nel 1997 iniziarono i lavori di costruzione del tetto dell'impianto e nel 1998 il governatore Eduardo Duhalde e il sindaco di La Plata Julio Alak posero simbolicamente la prima pietra dello stadio.
Problemi economici e sindacali sorti nel 2000 causarono un'interruzione dei lavori, che ripresero nel maggio 2003. L'inaugurazione dello stadio avvenne il 7 giugno 2003, mentre una settimana dopo avvenne anche la disputa della prima partita ufficiale, quella tra Villa San Carlos, club di Berisso, e Acassuso; l'incontro era valido per i quarti di finale del Torneo Reducido de Primera C 2002-2003.
Ha ospitato l'andata della finale di Coppa Libertadores 2009.
Dal luglio 2009 al febbraio 2011 lo stadio rimase chiuso per lavori di ristrutturazione.
Ha ospitato alcune partite della Coppa America 2011 e 18 partite del campionato mondiale di calcio Under-20 del 2023.